# Косоваре Асллані
Косоваре Асллані (швед. Kosovare Asllani, нар. 29 липня 1989) — шведська футболістка.

## Клубна кар'єра
Косоваре Асллані грала у лізі Дамаллсвенскан в складі «Лінчепінга» та «Крістіанстада», який є клубом з рідного міста Асллані. 
У сезоні 2010 року вона виступала у Сполучених Штатах за жіночий  футбольний клуб «Чикаго Ред Старз». 
Також за свою професійну кар'єру Асллані встигла пограти за такі європейські команди як: «Парі Сен-Жермен», «Манчестер Сіті», «Реал» (Мадрид), «Мілан» та «Лондон Сіті».

## Кар'єра в збірній

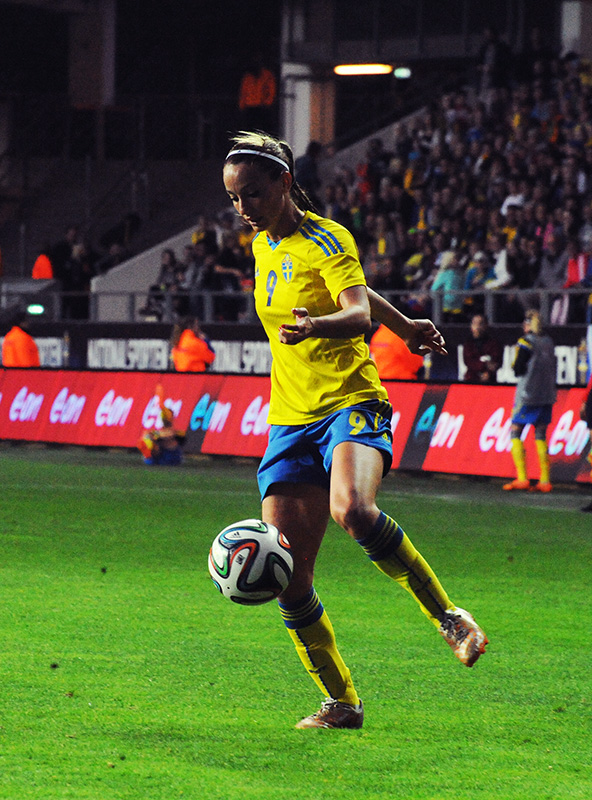

У вересні 2008 року Асллані дебютувала за збірну Швеції в матчі проти збірної Румунії.  
У 2009 році її вперше викликали представляти Швецію на великому турнірі, Асллані приймала участь на жіночому Євро-2009.

## Виступи на Олімпіадах
| Олімпіада           | Дисципліна | Місце |
| ------------------- | ---------- | ----- |
| Лондон 2012         | футбол     | 7     |
| Ріо-де-Жанейро 2016 | футбол     | 2     |
| Токіо 2020          | футбол     | 2     |

## Особисте життя
Асллані — етнічна албанка з Косово. Її батьки переїхали до Швеції, де вона народилася. На щиколотці Асллані є татуювання чорного двоголового орла, що символізує Албанію. Також на внутрішній стороні правого біцепса у неї витатуйовано слова «Stay Strong» (Будьте сильними).

## Досягнення

### Командні
Women's Super League:
- Переможниця (1): 2016

 Damallsvenskan:
- Переможниця (2): 2009, 2017

 Суперкубок Швеції:
- Володарка (1):  2009

 Кубок Швеції:
- Володарка (2): 2008, 2009

### Збірна
- Чемпіонат світу : 
  -  Бронза (1): 2023
- Олімпійські ігри: 
  -  Срібло (2): 2016, 2020
- Кубок Алгарве :
  -  Володарка (1): 2018